# Polyrhachis oedacantha
Polyrhachis oedacantha är en myrart som beskrevs av Wheeler 1919. Polyrhachis oedacantha ingår i släktet Polyrhachis och familjen myror. Inga underarter finns listade i Catalogue of Life.